# Каульбах, Фридрих Август фон
Фридрих Август Кристиан Зигмунд Каульбах (с 1884 года фон Каульбах), также Фриц Август фон Каульбах нем. Friedrich August Christian Siegmund Kaulbach, Fritz August von Kaulbach; 2 июня 1850, Мюнхен — 26 января 1920, Ольштадт близ Мурнау-на-Штаффельзее) — немецкий живописец салонно-академического направления, сын и ученик живописца Фридриха Вильгельма Каульбаха. Прославился романтическими, преимущественно женскими, портретами во французском стиле XIX века.

## Биография
Фридрих Август фон Каульбах учился в Нюрнбергской школе художественных ремёсел (Kunstgewerbeschule Nürnberg) у Августа фон Крелинга и Карла Рауппа, а затем у отца Фридриха Каульбаха. В 1871 году переехал в Мюнхен. Он изучал живопись в в Мюнхенской академии изобразительных искусств у Вильгельма фон Дица. В 1883 году он там же стал преподавателем живописи.

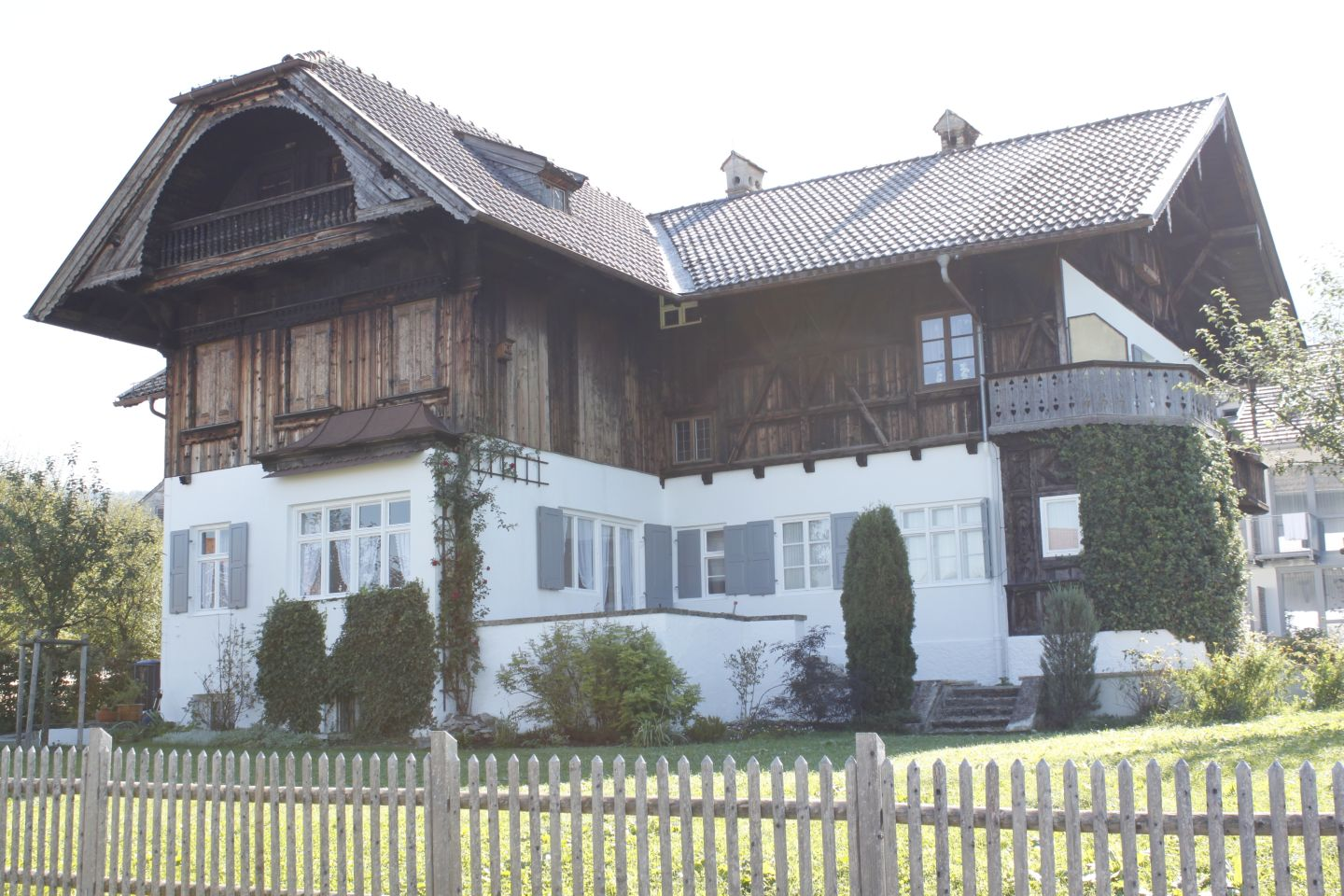
Вилла Каульбах в Ольштадте. Ныне дом-музей художника

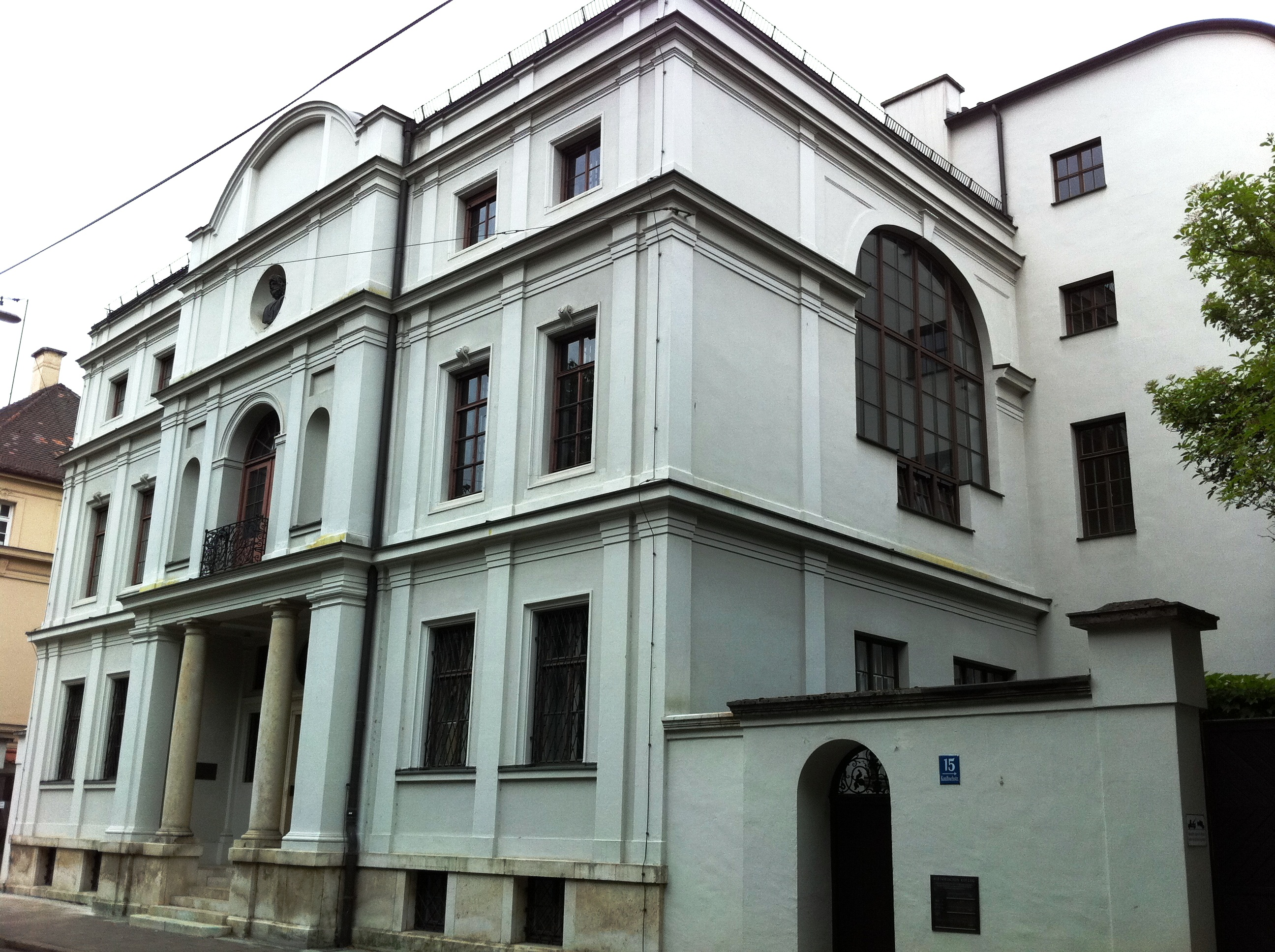
Вилла Каульбах в Мюнхене

В 1886 году Фридрих Август был назначен директором Мюнхенской академии изобразительных искусств. Наряду с Францем фон Ленбахом и Францем фон Штуком он входил в число так называемых «мюнхенских художников» (Münchener Malerfürsten) и стал одним из самых высокооплачиваемых немецких портретистов. Его портреты в основном были заказными, а их героями — почти исключительно представители высших немецких и американских общественных кругов. На его картине «Детский карнавал», изображающей пятерых детей семьи профессора математики Альфреда Прингсхайма, изображена Катя, будущая жена знаменитого писателя Томаса Манна. Репродукция картины висела в комнате Томаса Манна задолго до того, как он встретил свою будущую жену.
Каульбах посетил Париж, где познакомился с новыми тенденциями французской живописи. В 1897 году он женился на датской скрипачке-виртуозе Фриде Скотта (1871—1948). Их дочь Матильда в 1925 году вышла замуж за художника Макса Бекмана. Другая дочь Гедда была замужем за скульптором Тони Штадлером.
В 1888 году по идее и эскизу Фридриха Августа фон Каульбаха было завершено строительство виллы архитектора Габриэля фон Зeйдля на Каульбахштрассе недалеко от Английского сада в Мюнхене. Эта вилла, как и дом Франца фон Ленбаха, строительство которого Зейдль начал в том же году, выполнена в стиле итальянского Возрождения.
Современную ему художественную жизнь Каульбах остроумно отразил в многочисленных карикатурах. Одним из частых сюжетов его рисунков становились члены художественной группы «Аллотрия», созданной Францем фон Ленбахом в противовес официальному искусству Мюнхена. Ленбаху, получившему вскоре официальное признание, Каульбах посвятил свою шутливую «Ленбахиаду».
В Ольштадте в Верхней Баварии находился летний дом художника, где он провёл последние годы жизни. С июля 1997 года в нём открыт музей, где представлено около 30 картин и 25 рисунков Каульбаха. В оригинальном виде сохранились мастерская художника и его кабинет.
Будучи при жизни востребованным и материально успешным художником, Каульбах, помимо летней виллы в Ольштадте, построил также зимнюю виллу непосредственно в Мюнхене, которая также сохранилась до нашего времени. В 1931 году вдова Каульбаха, предпочитавшая жить в Ольштадте, продала мюнхенскую виллу своего мужа местному студенческому братству, перестроившему её в банкетный зал. В 1937 году братство продало виллу правительству Баварии, после чего, в течение следующих семи лет она являлась резиденцией гауляйтера Адольфа Вагнера. В настоящее время отремонтированное здание виллы занимает исторический колледж.
В 1929 году вдова Каульбаха выставила коллекцию произведений искусства Каульбаха на аукцион, организованный мюнхенским филиалом известного арт-дилера Хуго Хельбинга на вилле Каульбаха в Мюнхене. Предисловие к каталогу аукциона написал Август Либманн Майер.
Среди его братьев и сестер — художник Зигмунд Каульбах (1854—1894), среди его единокровных братьев и сестер — художник Антон Каульбах, художница Антони Каульбах и писательница Исидора Каульбах.

## Галерея

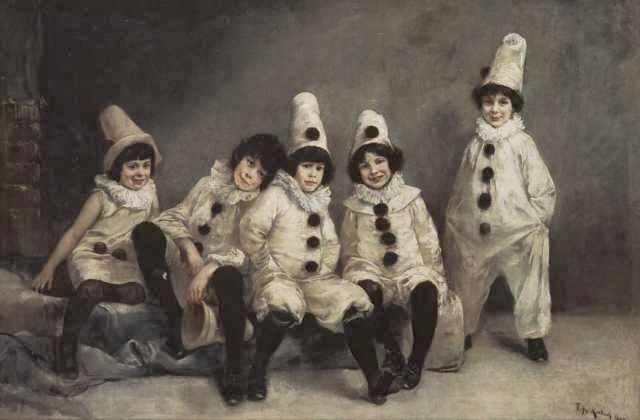
Детский карнавал. Портрет детей семьи Альфреда Прингсхайма. 1888. Холст, масло. Частное собрание
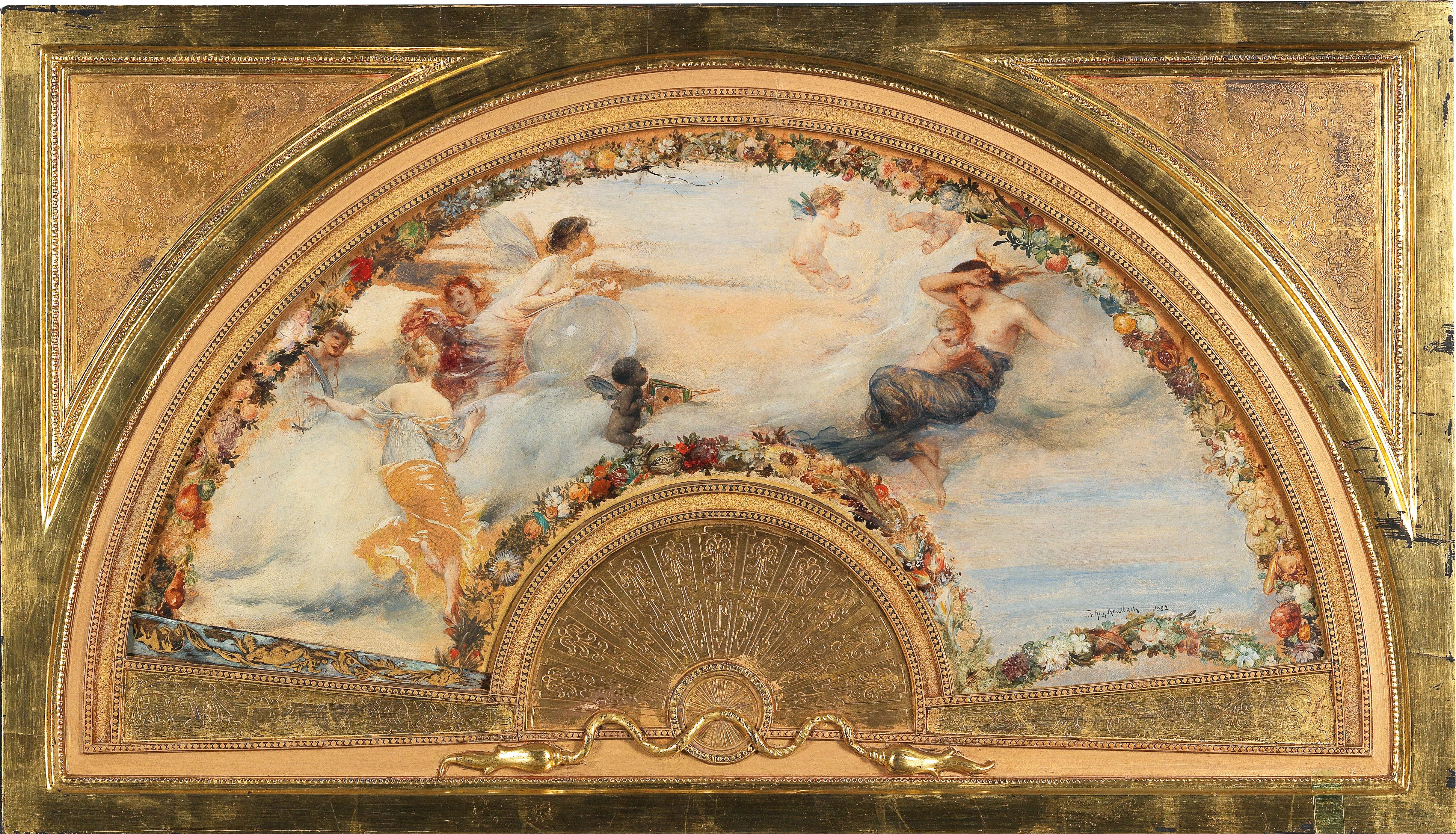
Аллегория ветра. 1882. Кожа, масло. Частное собрание
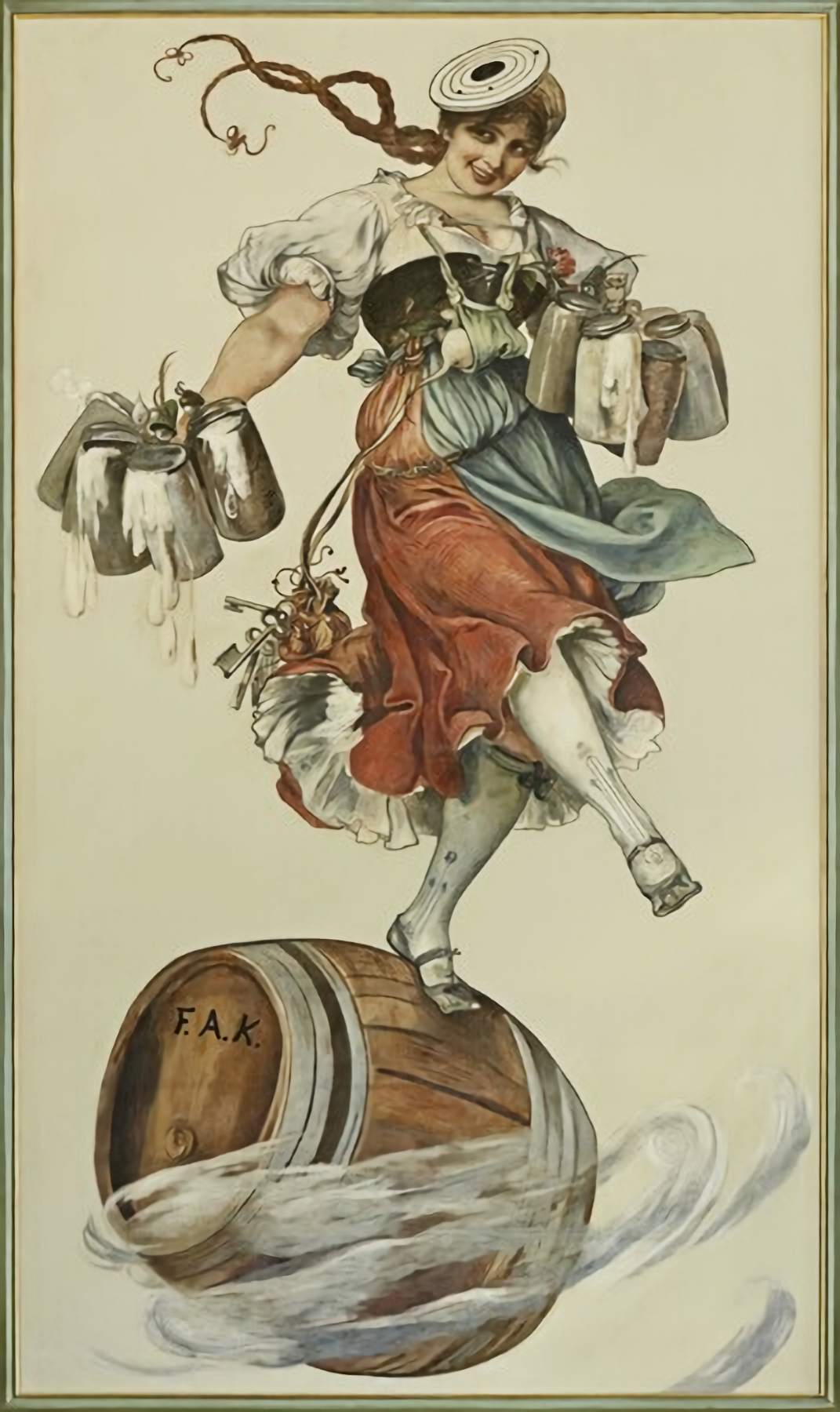
Колетта Мёриц в роли Шютценлизель. 1880. Бумага, акварель
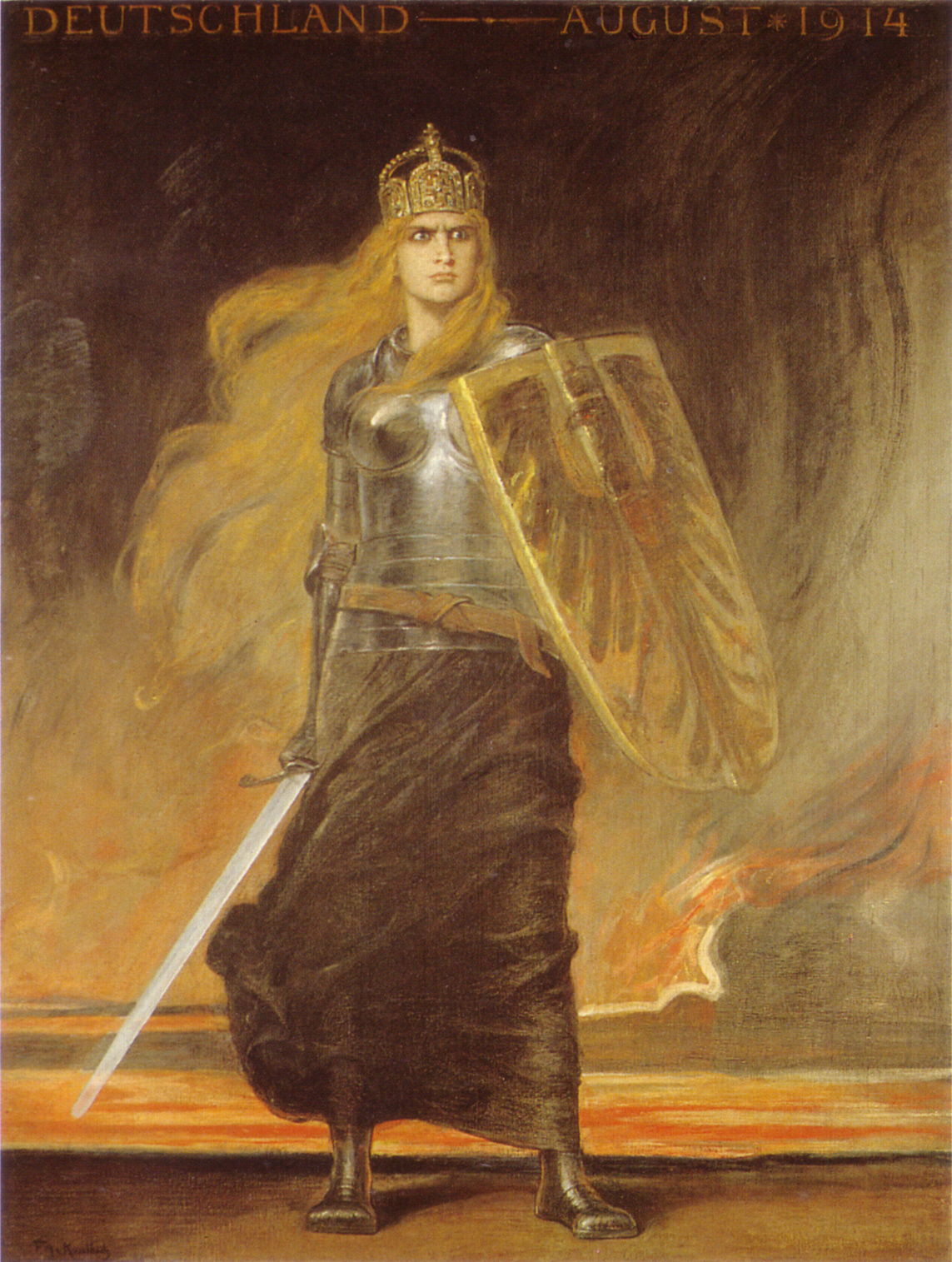
Германия. 1914. Холст, масло. Немецкий исторический музей, Берлин
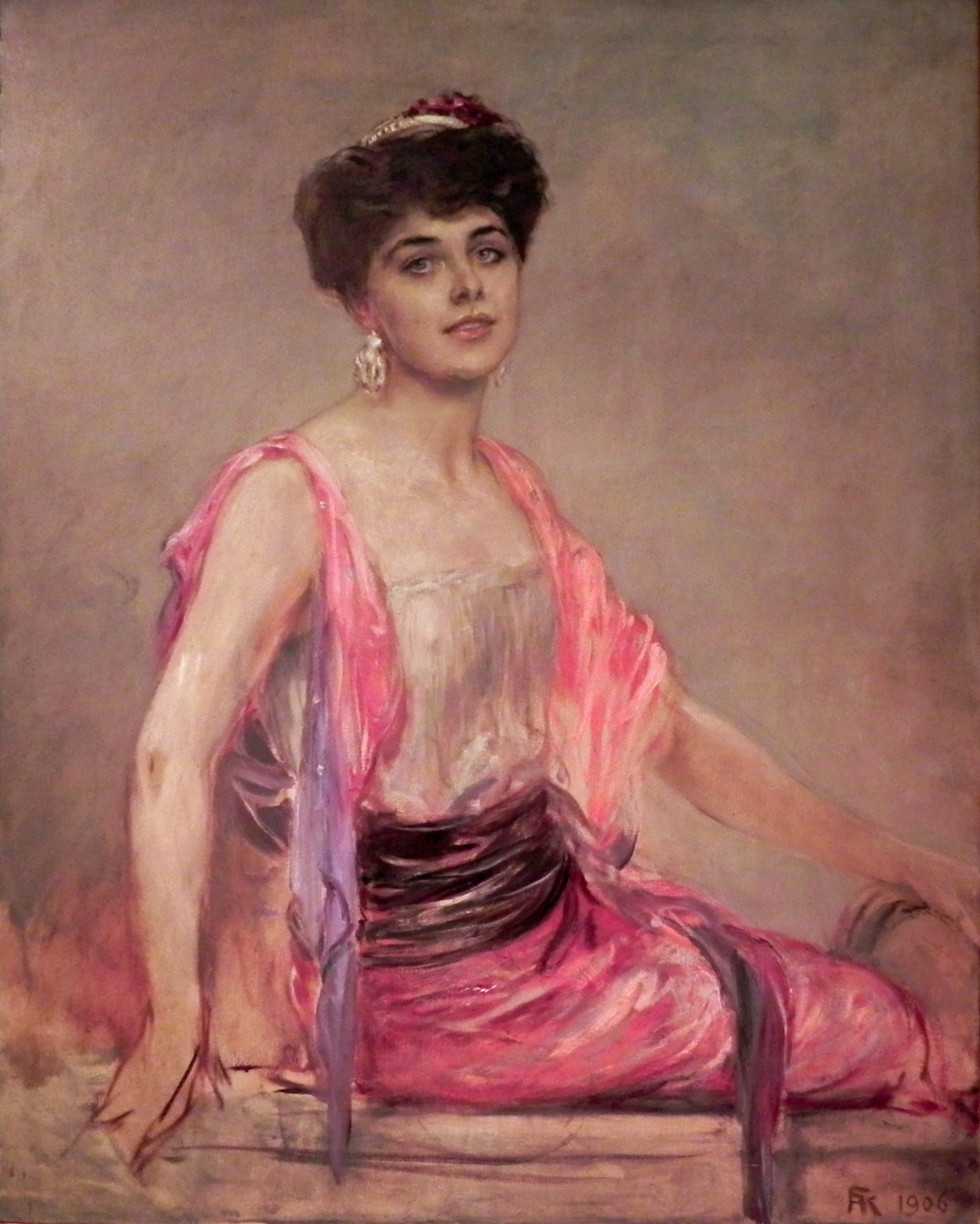
Этюд к портрету певицы Джеральдины Фаррар. 1906. Холст, масло. Музей земли Нижняя Саксония
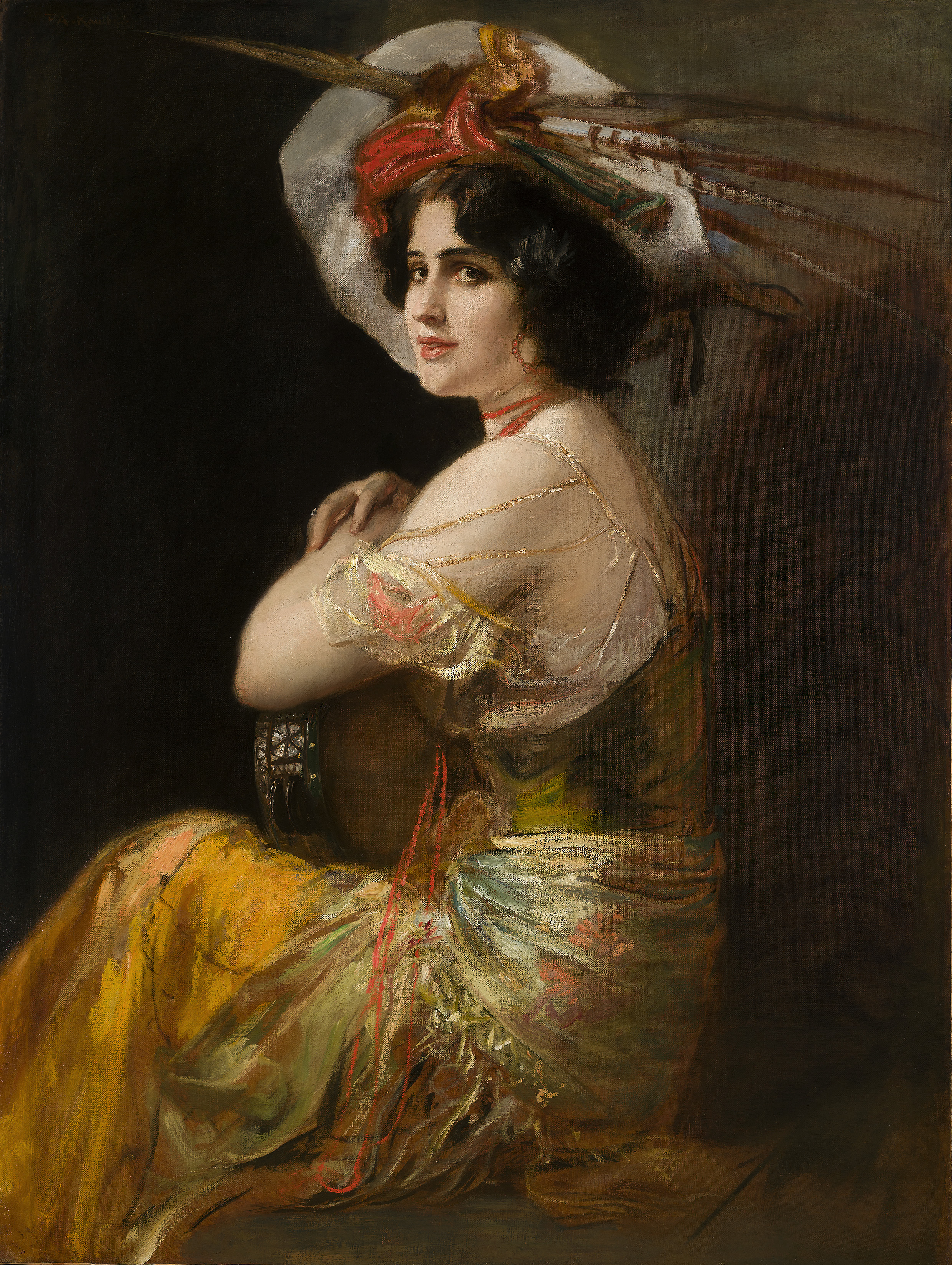
Росарио Герреро в роли Кармен. Ок. 1908. Холст, масло. Частное собрание
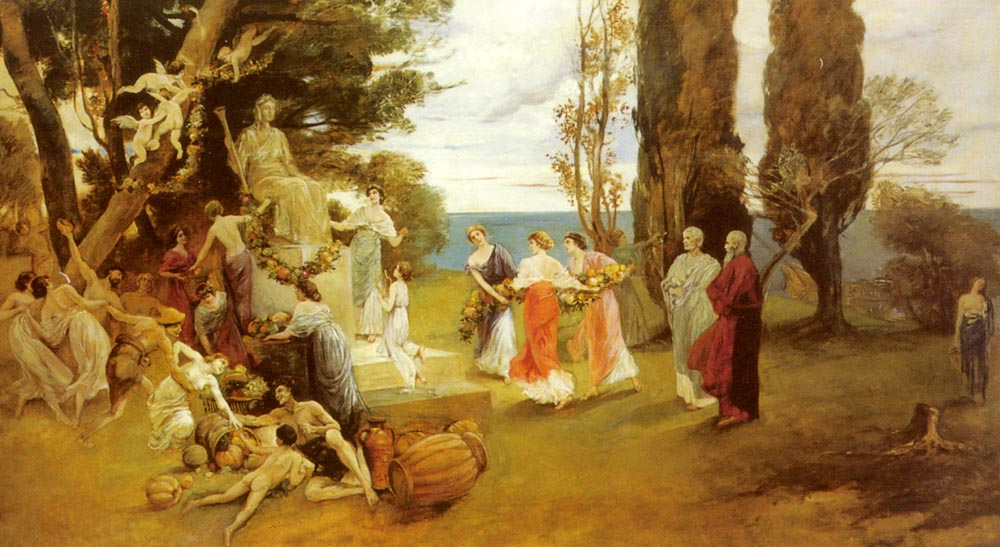
Аркадия
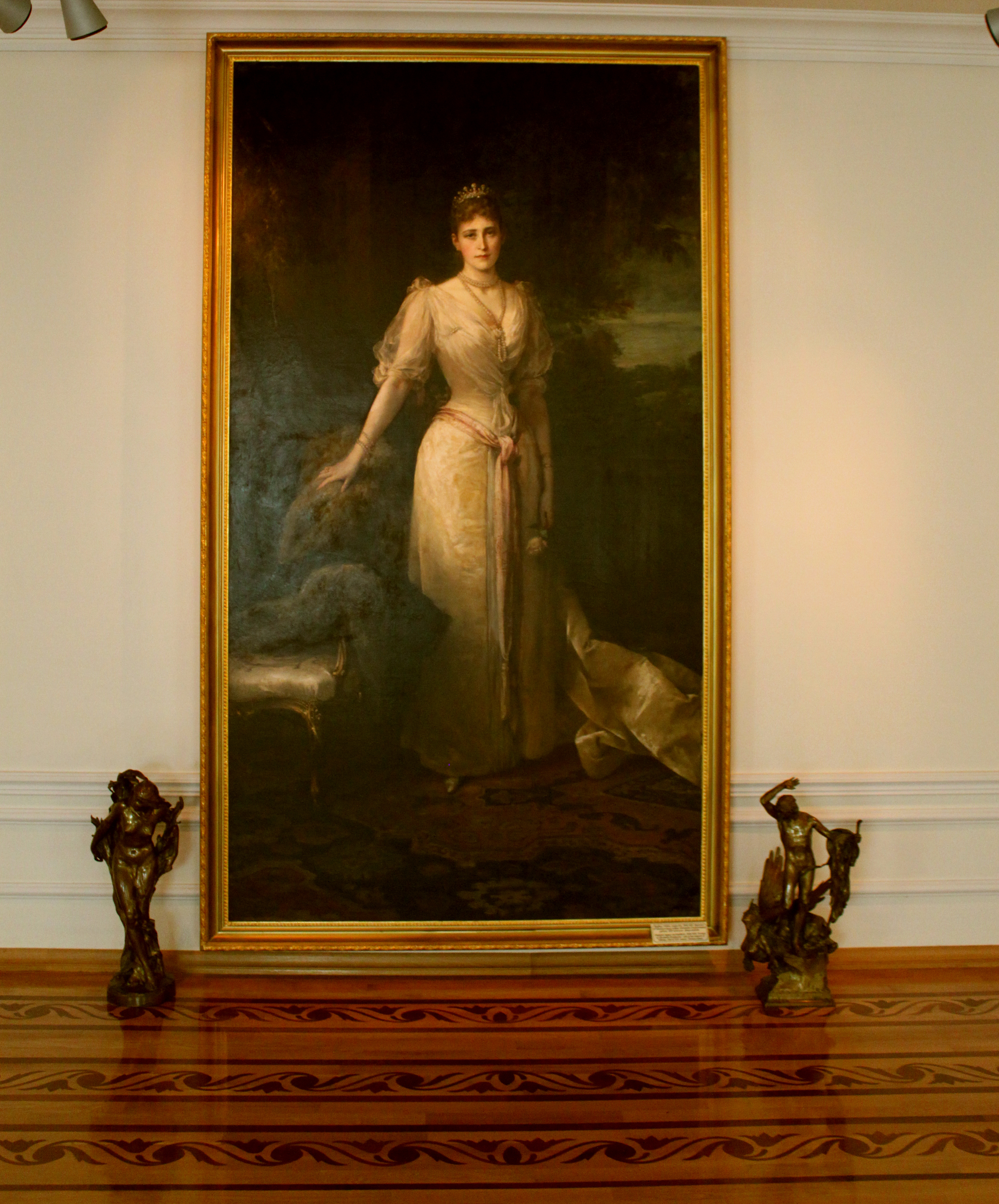
Портрет Великой княгини Елизаветы Фёдоровны. Холст, масло. Азербайджанский национальный музей искусств, Баку